# Police locale (Belgique)
Pour les articles homonymes, voir Police municipale.

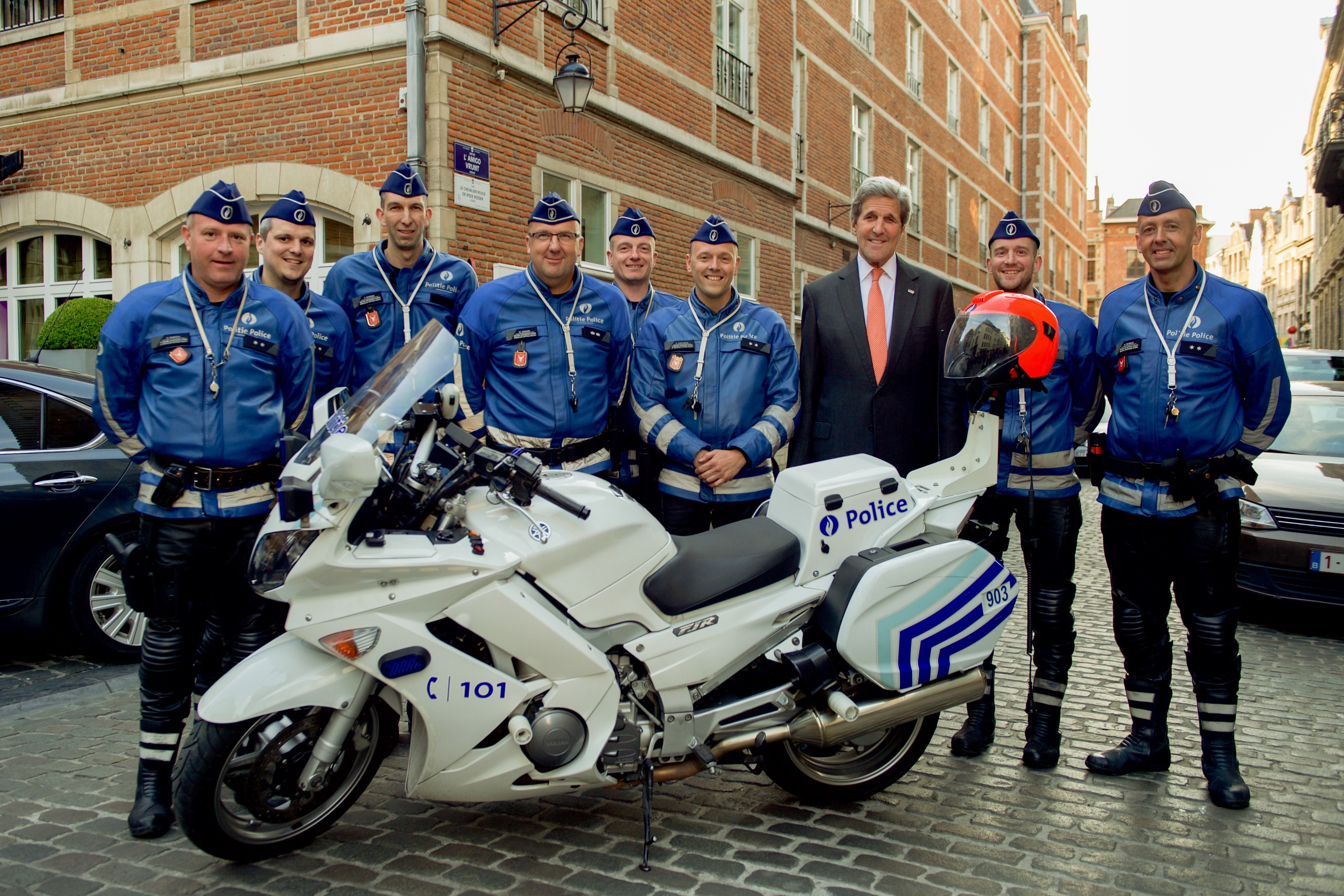
Policiers locaux (reconnaissable par les lignes bleu-claires sur la partie gauche de l'uniforme, ainsi que sur la moto) avec l'ancien secrétaire d'État des États-Unis John Kerry lors d'une réunion de l'OTAN.

La police locale en Belgique est un des deux niveaux de la police intégrée. Le second niveau est la police fédérale.
Ce corps de police est né de la réforme des polices, décidée par la loi du 7 décembre 1998, à la suite des dysfonctionnements policiers et judiciaires mis au jour par l'affaire Dutroux. Il a pris effet le 1er janvier 2001.
La police locale est organisée par zones de police. Le travail de police, dirigé sur les citoyens, suppose un enracinement local en profondeur.

## Spécificités
La police locale est constituée de 183 corps de police locale, issus de la fusion des ex-polices communales et des ex-brigades territoriales de la gendarmerie. Parmi eux, 40 couvrent le territoire d'une seule ville ou commune (zones monocommunales) et 149 couvrent plusieurs villes et/ou communes (zones pluricommunales). Les corps de police locale varient selon la surface, le degré d’urbanisation, etc. Le nombre de membres du personnels varie d’une cinquantaine dans les petites zones de police à 2 800 dans les grandes zones. Les effectifs totaux des polices locales de Belgique sont de près de 35 000 membres
Chaque corps de police locale est placé sous la direction d'un chef de corps, responsable de l'exécution de la politique policière locale et qui assure la direction, l'organisation et la répartition des tâches au sein de son organisation. Il exerce les activités précitées sous l'autorité du Bourgmestre, pour les zones unicommunales ou d'un collège de police pour les pluricommunales. Le collège de police est constitué des bourgmestres des différentes villes ou communes de la zone de police.
Chaque corps de police se compose d'une part d'un cadre opérationnel comptant des fonctionnaires de police et des agents de police, d'autre part d'un cadre administratif et logistique (CALog), formé de personnel civil. Les effectifs de ces deux cadres sont déterminés par le conseil de police pour les zones pluricommunales et par le conseil communal pour les unicommunales conformément aux normes minimales fixées, pour chaque zone par un arrêté royal. Le conseil de police est proportionnellement composé de conseillers communaux des différentes villes ou communes constituant la zone de police, sur base de leurs chiffres de population respectifs. Aujourd’hui 30 000 fonctionnaires de police locaux et environ 900 membres du cadre administratif et logistique travaillent dans les 192 corps de police.
La philosophie de la police locale vise une approche globale et intégrée de la sécurité en se fondant sur une visibilité maximale et en recentrant les activités policières sur le niveau territorial limité, ce qui devrait permettre une optimalisation du contact police/population. Il s'agit aussi de restaurer la confiance de la population en la police et d'améliorer la sécurité objective et subjective dans les quartiers.

## Fonctions
Afin de garantir un service minimum à la population, sept fonctions qui doivent être assurées sont établies. Les règles de fonctionnement et d'organisation des corps de police locale doivent contribuer à l'exercice optimal de ces fonctionnalités, à savoir : le travail de quartier, l'accueil, l'intervention, l'assistance policière aux victimes, la recherche et l'enquête locale, le maintien de l'ordre public et la circulation.

### Le travail de quartier

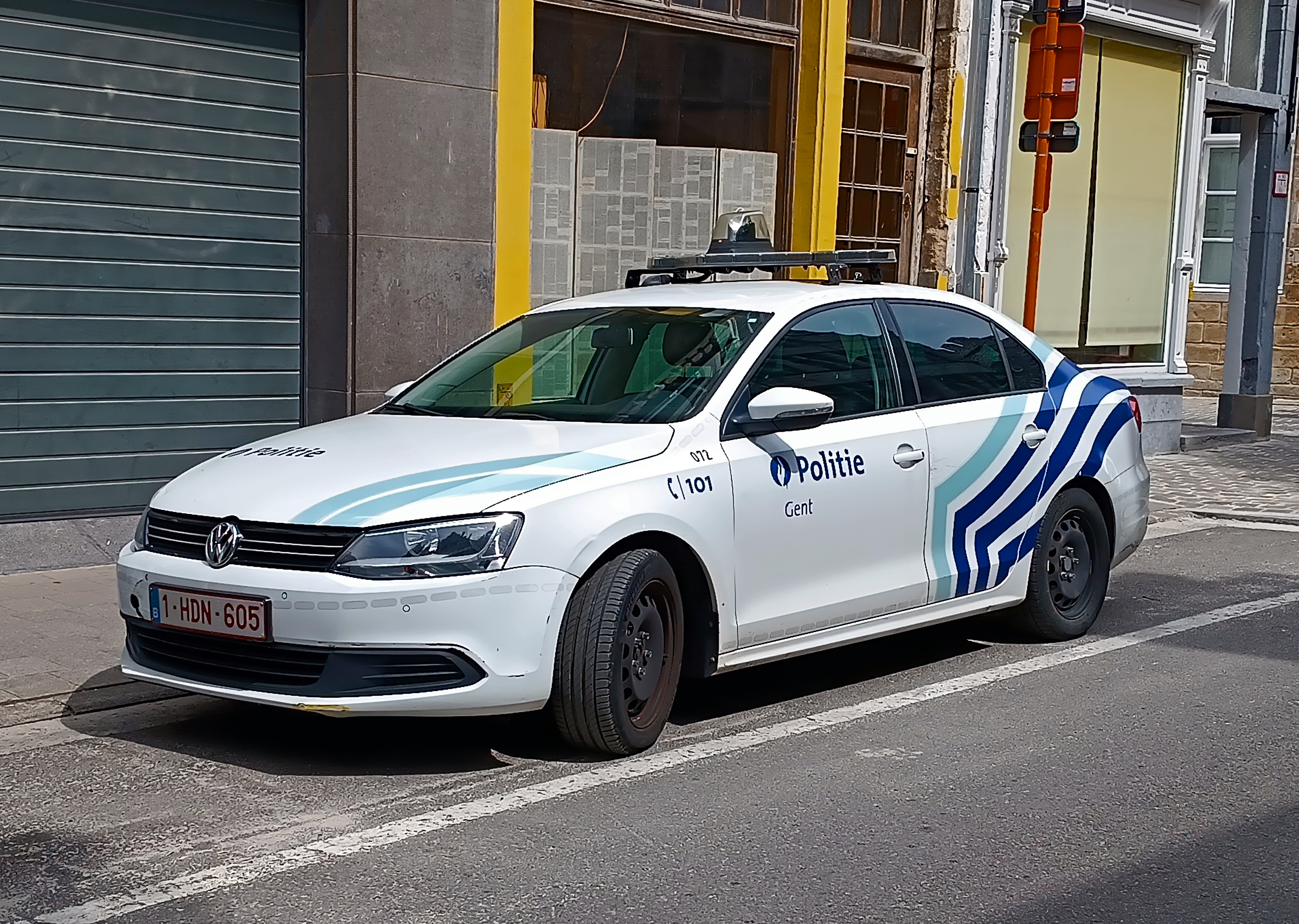
Véhicule de la police locale de Gand.

Le travail de quartier consiste à développer le travail de proximité et la visibilité policière. Le rapprochement souhaité ne consiste pas seulement en un déplacement physique mais se concrétise surtout par du dialogue, des échanges d'idées, des rappels de la norme, soit des contacts personnalisés. Le service de police doit être visible, accessible, contactable et équitablement offert sur le territoire de la zone, tout en tenant compte des circonstances locales et de la densité de population. La norme minimale d'organisation est d'un agent de quartier, ou de proximité, pour 4 000 habitants.

### La fonction d'accueil
La fonction d'accueil consiste à répondre au citoyen qui s'adresse à un service de police en s'y présentant, en y téléphonant ou par courrier. Selon les cas, la réponse pourra consister en une réorientation vers un service interne ou externe plus approprié. Il va de soi que dans chaque zone, l'accessibilité permanente d'un service est garantie. Dans les zones pluricommunales, chaque commune dispose d'un ou plusieurs postes de police qui, s'ils ne sont pas tous accessibles en permanence, garantissent par des mesures techniques d'infrastructure, la possibilité pour le citoyen, d'entrer en contact avec un fonctionnaire de police. 

### La fonctionnalité intervention
L'intervention consiste à apporter une réponse, dans un délai approprié, à tout appel qui requiert une intervention policière sur place. Cette réponse, selon les cas et le contexte (gravité, urgence, nature des faits) sera immédiate ou différée; dans ce dernier cas le requérant sera informé des raisons et des délais. Dans chaque zone, cette fonction est organisée de manière permanente et un officier de police administrative et judiciaire est soit sur place, soit contactable et rappelable. 

### L'assistance policière aux victimes

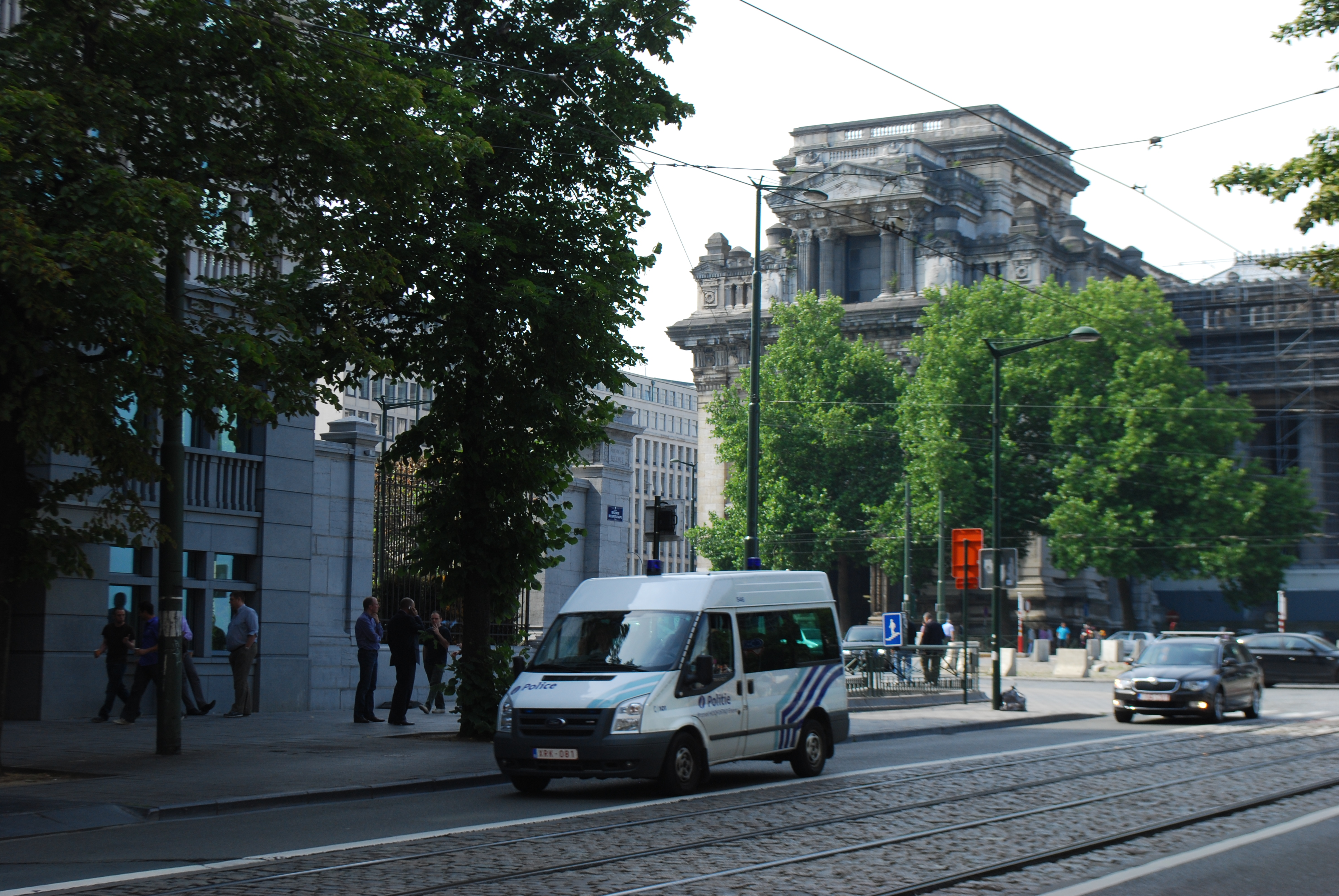
Camionnette de la police locale devant le palais de justice de Bruxelles.

L'assistance policière aux victimes consiste en la mise à disposition d'un accueil adéquat et d'un dispositif d'information et d'assistance aux victimes. Chaque Corps, éventuellement via des programmes de formation, s'organise de façon que chaque policier soit capable d'accomplir cette tâche. En cas de fait suscitant une victimisation grave, le Corps peut faire appel à un collaborateur, membre du personnel des services de police, spécialisé dans l'assistance aux victimes. Un collaborateur spécialisé par Corps vaut en tant que norme minimale de fonctionnement. Des rôles de garde peuvent être organisés par plusieurs zones qui mettent en commun un pool de spécialistes.

### La fonction de recherche et d'enquêtes locales
La fonction de recherche et d'enquête locales consiste en l'exécution des missions qui sont remplies prioritairement par la police locale et ce, sur base de la Loi sur la fonction de police, de la Loi du 7 décembre 1998 et d'une directive du 20 février 2002 de monsieur le ministre de la Justice. Il s'agit essentiellement de missions de recherche et d'enquête découlant d'événements et de phénomènes locaux sur le territoire de la zone ainsi que de quelques missions à caractère fédéral (supralocal) qui doivent être exécutées par la police locale car elles s'inscrivent dans le cadre du travail de police normal et, pour cette raison, sont mieux exécutées par la police chargée de la police de base. Dans chaque Corps de Police locale, 7 à 10 % de l'effectif du cadre opérationnel sont affectés à cette fonctionnalité.

### Le maintien de l'ordre public

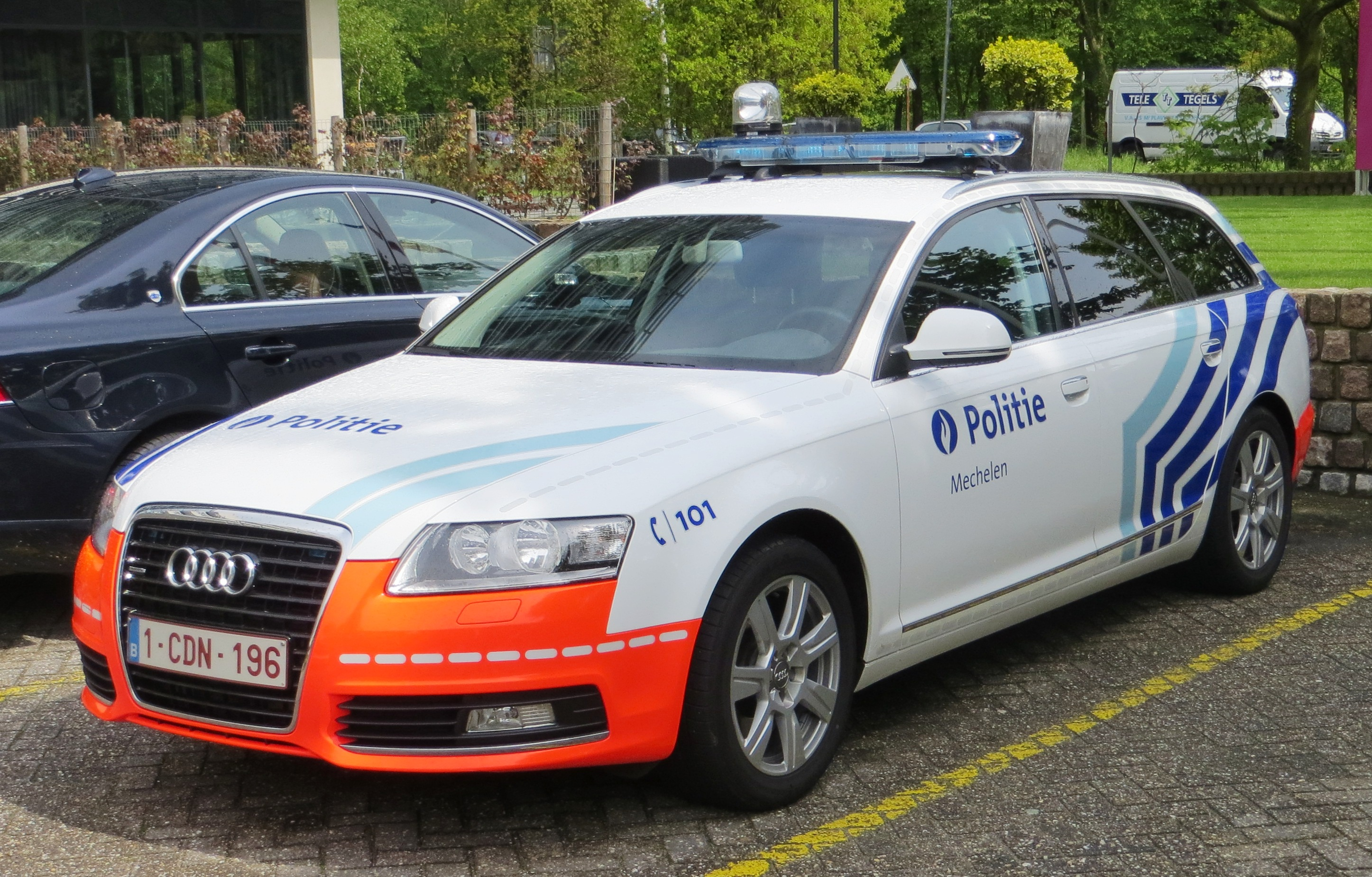
Véhicule de la police locale de Malines.

Le maintien de l'ordre public, en jargon MROP et désormais appelé Gestion négociée de l'espace public, consiste à garantir et, le cas échéant, à rétablir la tranquillité, la sécurité et la santé publique. Cette notion, assez large, intègre les problèmes de maintien de l'ordre lors d’évènements de grande envergure (manifestations, matchs de foot, festivités locales) mais aussi les problématiques environnementales et la circulation routière.

### La fonction circulation
La fonction circulation comprend la maîtrise de la sécurité routière locale, la lutte contre les infractions routières et la contribution à la fluidité de la circulation sur le territoire de la zone de police. Ceci à l’exception des autoroutes, dont la surveillance incombe à la police fédérale. Ces tâches se regroupent autour de quatre axes : la mise en œuvre d’actions préventives et répressives en matière de circulation l’intervention des services de police lors de perturbations importantes et inopinées de la mobilité, l’établissement de constats d’accidents de la circulation et réponse aux demandes émanant des autorités compétentes en matière de mobilité et de sécurité routière.
Une Commission permanente de la police locale est instituée afin de représenter l'ensemble des Corps de police locale. D'initiative, ou sur demande des autorités, elle étudie et donne des avis sur tous les problèmes relatifs à la police locale.

## Dans la culture populaire
- Enquêtes
- En route avec la police locale